# Aurora do Pará
Aurora do Pará é um município brasileiro do estado do Pará. Localiza-se a uma latitude 02º08'02" sul e a uma longitude 47º33'32" oeste, estando a uma altitude de 50 metros. Sua população estimada em 2019 é de 31.338 habitantes.
Possui uma área de 1.811,840 km².